# 山崎六哉
山崎 六哉（やまざき ろくや、1916年7月18日 - 2001年8月12日）は、日本の経営者。シチズン時計社長、会長を務めた。

## 経歴
東京都出身。1941年に東京工業大学機械工学科を卒業し、1945年にシチズン時計に入社。
1962年5月に取締役に就任し、1969年11月に常務、1977年6月に専務、1979年6月に副社長を経て、1981年6月には社長に就任。1987年6月から1990年6月までに会長を務めた。
1982年4月に藍綬褒章を受章し、1987年4月に勲三等旭日中綬章を受章。
2001年8月12日肺炎のために死去。85歳没。